# Флінт (скло)
Флінт (від англ. flint — кремінь), або флінтґлас (від нім. Flintglas) — тип безбарвних оптичних стекол, що відрізняються малими (менше 50) значеннями числа Аббе, і, відповідно, великою дисперсією. Такі стекла з відносно малими показниками заломлення називають легкими флінтами, а з великими — важкими. У радянській конструкторській документації різні сорти скла флінтґлас позначалися буквами: КФ — крон-флінт; БФ — баритовий флінт; ТБФ — важкий баритовий флінт; ЛФ — легкий флінт; Ф — флінт; ТФ — важкий флінт; ОФ — особливий флінт .

## Склад
Оптичні стекла, одержувані на основі використання кремнезему і оксидів свинцю, відомі з XVII століття. В Англії їх отримували шляхом варіння в горщиках без перемішування скломаси.
До складу більшої частини флінтів входить оксид свинцю PbO. Силікатні флінти зазвичай крім SiO2 і PbO містять тільки лужні оксиди, при цьому вміст PbO може досягати 70 мол. %, що приблизно дорівнює 90 мас. %.
Основою оптичних стекол типу флінтів (Ф) і важких флінтів (ТФ), що випускаються в даний час, також є потрійна система з оксидів кремнію, свинцю і калію, а деякі марки флінтів містять двоокис титану.
Як і баритові крони, баритові (БФ) і особливі флінти (ОФ), а також кронфлінти (КФ) можуть містити окис цинку і окис сурми. До складу боросилікатних флінтів типу ТБФ входять оксиди рідкісноземельних елементів. Показник заломлення сучасних флінтів може перевершувати значення 1,9.